# Prepona rhenea
Prepona rhenea är en fjärilsart som beskrevs av Hans Fruhstorfer 1916. Prepona rhenea ingår i släktet Prepona och familjen praktfjärilar. Inga underarter finns listade i Catalogue of Life.